# Bogdan Paprocki

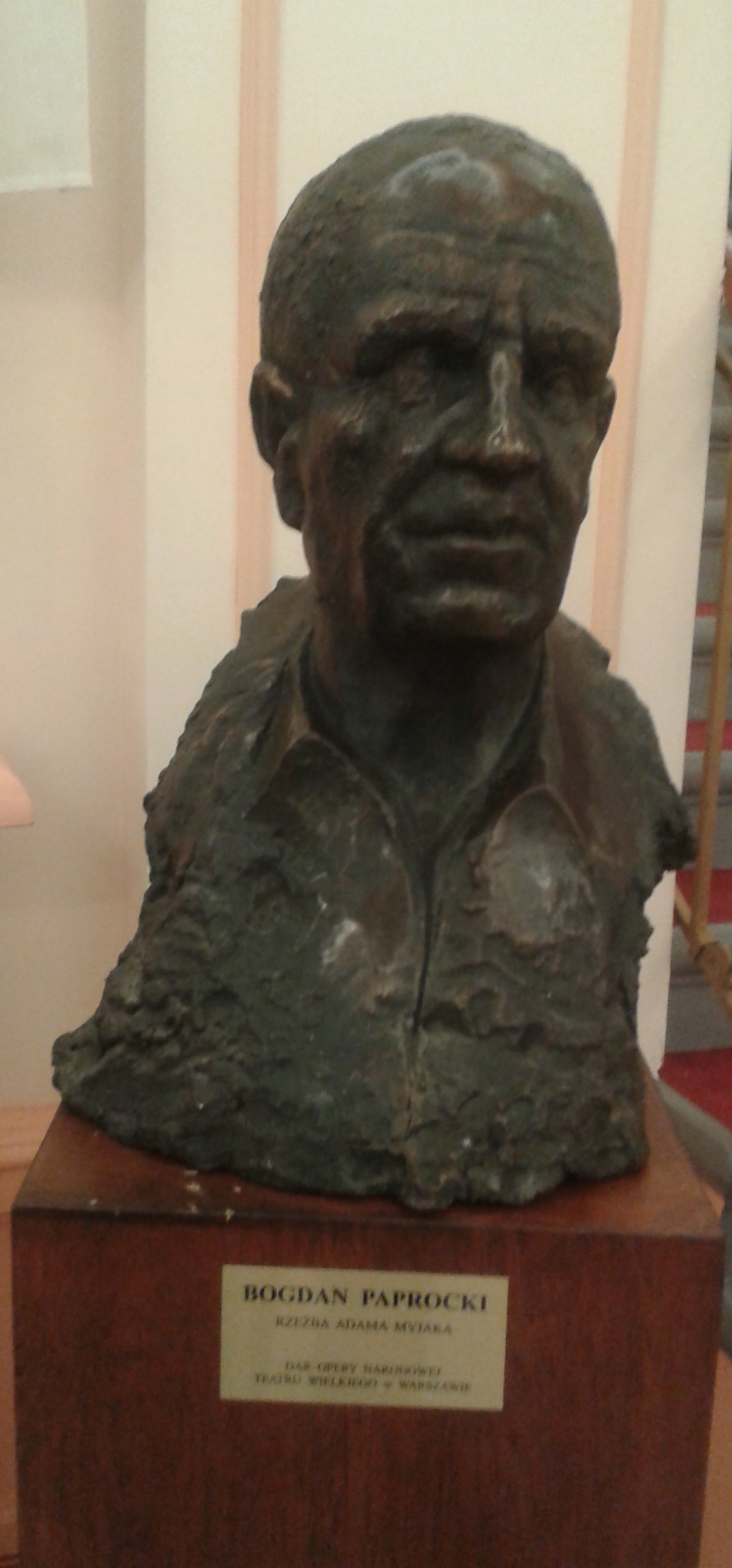
Bogdan Paprocki

Bogdan Paprocki (* 23. September 1919 in Toruń; † 3. September 2010 in Warschau) war ein polnischer Opernsänger (Tenor).

## Leben
Paprocki studierte zunächst am Konservatorium von Lublin und dann in  Warschau bei Ignacy Dygas. 1946 debütierte er in Verdis La traviata als Alfredo neben Barbara Kostrzewska als Violetta an der Schlesischen Oper in Bytom. 1957 wurde er Mitglied des Ensembles der Nationaloper Warschau, wo er in dreißig Jahren etwa 2500 Partien in Opern und Konzerten sang.
Besondere Bedeutung in seinem Repertoire erlangten die Opern Stanisław Moniuszkos. So sang er allein 250 Mal den Stefan in Das Gespensterschloss und 248 Mal den Jontek in Halka. Im Übrigen war er als Interpret der klassischen französischen, italienischen und russischen Opernliteratur bekannt. Konzertreisen führten ihn u. a. nach Kiew, Leningrad, Tiflis und Moskau, Berlín, Frankfurt, Dresden, Leipzig, Essen und Wiesbaden, Prag, Budapest, Belgrad, Sofía und Zagreb, London, Chicago und México, nach Kanada, Israel, Korea und China.
Ein Angebot der New York City Opera für ein Engagement lehnte Paprocki 1959 ab, weil er Polen nicht verlassen wollte. Noch 1984 unternahm er mit dem Ensemble der Warschauer Oper eine Tournee durch Westdeutschland, bei der er den Schuiski in Boris Godunow sang. Zu seinem 90. Geburtstag 2009 wurde er auf der Bühne der Schlesischen Oper in Bytom geehrt, wo er 63 Jahre zuvor debütiert hatte. Er starb im folgenden Jahr kurz vor seinem 91. Geburtstag.